# Arena do Futuro
L'Arena do Futuro è un impianto sportivo polivalente coperto costruito a Barra da Tijuca, all'interno del parco olimpico di Rio de Janeiro, in occasione dei Giochi Olimpici del 2016. L'impianto ha una capienza di 12 000 persone.

## Storia
La costruzione dell'impianto è iniziata nel 2013, sul sito dell'ex Circuito di Jacarepaguá ed è stato inaugurato l'8 settembre 2015 con una cerimonia a cui ha preso parte il sindaco di Rio de Janeiro Eduardo da Costa Paes.
L'impianto, nello specifico, ha ospitato le gare del torneo di pallamano dei Giochi della XXXI Olimpiade e le gare di goalball dei XV Giochi paralimpici estivi. Al termine dei giochi, la struttura sarà smantellata e gli elementi che la compongono utilizzati per costituire quattro scuole municipali nella città di Rio de Janeiro.